# جاك أبوت (مدير فني)
جاك أبوت (بالإنجليزية: Jack Abbott)‏ هو مدير فني أمريكي، ولد في 6 فبراير 1873 في مانشستر في الولايات المتحدة، وتوفي في 22 يونيو 1918 في كونكورد في الولايات المتحدة.